# Systoechus cellularis
Systoechus cellularis är en tvåvingeart som beskrevs av Wray Merrill Bowden 1959. Systoechus cellularis ingår i släktet Systoechus och familjen svävflugor. Inga underarter finns listade i Catalogue of Life.